# Klastline Plateau
Das Klastline Plateau ist eine Hochebene in der Stikine Region des Northern Interior in der kanadischen Provinz British Columbia.  Als Teil des Stikine Plateau liegt es zwischen dem Stikine River im Norden, dem oberen Iskut River im Süden, dem Mess Creek im Westen und dem Klappan River im Osten. Die Skeena Mountains liegen im Süden, das Tahltan Highland im Westen, das Spatsizi Plateau im Osten und das Tanzilla Plateau Norden, auf der anderen Seite des Stikine River. Alle genannten Hochebenen sind gleichfalls Teile des Stikine Plateau.